# Gorejący krzew (serial telewizyjny)
Gorejący krzew (cz. Hořící keř) – czeski biograficzny miniserial telewizyjny z 2013 roku w reżyserii Agnieszki Holland. Zdobywca jedenastu statuetek Czeskiego Lwa, w tym za najlepszy film roku, reżyserię i scenariusz.

## Fabuła
Głównym bohaterem miniserialu jest praski student Jan Palach, który 16 stycznia 1969 w proteście przeciwko bierności społeczeństwa po inwazji wojsk Układu Warszawskiego na Czechosłowację dokonał aktu samospalenia i trzy dni później zmarł. Serial ukazuje też zmagania, jakie toczyła jego rodzina, walcząc po jego śmierci o jego dobre imię.

## Obsada
- Tatiana Pauhofová – Dagmar Burešová
- Jaroslava Pokorná – Libuše Palachová
- Petr Stach – Jiří Palach
- Igor Bareš – Major Dočekal
- Vojtěch Kotek – Ondřej Trávníček
- Jan Budař – Radim Bureš
- Adrian Jastraban – Vladimír Charouz
- Ivan Trojan – Major Jireš
- Patrik Děrgel – Pavel Janda
- Denny Ratajský – Boček
- Tomáš Dianiška – Mlíko
- Jenovéfa Boková – Vlaďka Charouzová
- Ivana Uhlířová – Orlová
- Stanislav Zindulka – Sládeček
- Ondřej Malý – Knapp
- Martin Huba – Vilém Nový
- Míša Procházková – Zuzanka Burešová
- Tereza Korejsová – Lucinka Burešová
- Alois Švehlík – Horyna
- Hana Marie Maroušková – Ilona Palachová
- Jiří Bábek – Luděk Pachman
- Miroslav Krobot – Jiřička
- Emma Smetana – Hana Čížková
- Taťjána Medvecká – Ziková
- Pavel Cisovský – Hazura

## Produkcja
Okres zdjęciowy trwał 55 dni. Zdjęcia kręcono w Pradze, a także w miejscowościach Všetaty (kraj środkowoczeski) i Česká Lípa (kraj liberecki). Wykorzystano takie praskie lokacje, jak m.in. plac Małostrański, Cmentarz Olszański czy budynek Wydziału Teologii Katolickiej Uniwersytetu Karola (filmowy sąd).

## Odbiór
Sebastian Adamkiewicz z portalu Histmag.org pisał na temat Gorejącego krzewu, iż „otwiera polskie oczy na tragedię naszych południowych sąsiadów. Zrywa z nich szwejkowską twarz, ukazując naród głęboko doświadczony przez historię, stłamszony i pozbawiony sił, aby walczyć”. Piotr Guszkowski w recenzji dla portalu Onet pisał: „Kto by się spodziewał, że to właśnie polska reżyserka, […] znajdzie właściwy język do poruszenia tak bolesnego tematu dla naszych południowych sąsiadów – opowiedzenia o samospaleniu Jana Palacha i znaczeniu jego ofiary w wymiarze społeczno-historycznym, ale też bardzo ludzkim”.